# Oscar Düby
Oscar Düby (* 21. Dezember 1904 in Schüpfen; † 1. Januar 1982 in Zürich) war ein Schweizer Jurist, Staatsbeamter, Filmproduzent und -produktionsleiter sowie Filmfunktionär.

## Leben
Der im Kanton Bern geborene Düby hatte nach seinem 1929 abgeschlossenen Jurastudium (Dr. jur.) als Anwalt gearbeitet und stiess 1932 in Bern zur Bundesfremdenpolizei. Dort war er von 1940 bis 1943 Sektionschef im Bereich der Emigranten- und Flüchtlingsbetreuung. Von 1943 bis Kriegsende 1945 diente er als Adjunkt bei den Bundesfinanzen. Bereits zu dieser Zeit engagierte Düby sich für Künstler-Immigranten, die in der Schweiz vor dem Terror des deutschen Nationalsozialismus Zuflucht gefunden hatten, und half in dieser Funktion beispielsweise auch ausländischen Ensemblemitgliedern des Zürcher Schauspielhauses. 
Bei Marie-Louise, einem vom Immigranten und Wahlschweizer Leopold Lindtberg 1943 gedrehten Spielfilm mit humanitärer Botschaft, gab Düby seinen Einstand beim Film und diente dem Produzenten Lazar Wechsler als einer von zwei Produktionsleitern. Praesens-Chef Wechsler sicherte sich daraufhin 1946 Dübys kontinuierliche Mitarbeit und holte ihn in den Verwaltungsrat seiner Firma. In ebendieser Institution war der Berner Anwalt im selben Jahr auch vom Schauspielhaus verpflichtet worden. «Als Dankesbezeugung ermöglicht ihm Wechsler die Erfüllung eines Lebenstraumes: Produzent zu werden. Düby nimmt diese Funktion mit sehr unterschiedlichem Geschick wahr, bald bei der Praesens (1946–50, 1955–57), bald bei der Gloriafilm (1951–54) und als unabhängiger Produzent (Unitas-Film 1958/59).» Dabei erwies sich Oscar Düby als wertekonservativer Filmemacher, der neuen Strömungen im Schweizerfilm äusserst distanziert gegenüberstand und nur sehr konventionell konzipierte Filme herstellte. Immerhin konnte er mit Franz Schnyders Uli-Filmen Uli der Knecht und Uli der Pächter grosse Kassen- und Publikumserfolge erzielen.
Nach seinem letztlichen Scheitern als unabhängiger Produzent 1959 beendete Düby seine aktive Produktionstätigkeit und wurde Funktionär: Von 1959 bis 1962 war er Generalsekretär der Fédération Internationale des associations de producteurs de films und von 1962 bis 1969 Chef der Sektion Film im EDI. In letztgenannter Funktion arbeitete Oscar Düby 1963 ein neues Bundesfilmgesetz aus. Von 1969 bis 1974 stand er als Präsident der Bundesfilmkommission vor.
Oscar Düby war in zweiter Ehe (seit 1965) mit der Schauspielerin Stephanie Glaser verheiratet, die Mitte der 1950er Jahre in den von Düby produzierten Uli-Verfilmungen mitgewirkt hatte. 

## Filmografie
- 1943: Marie-Louise

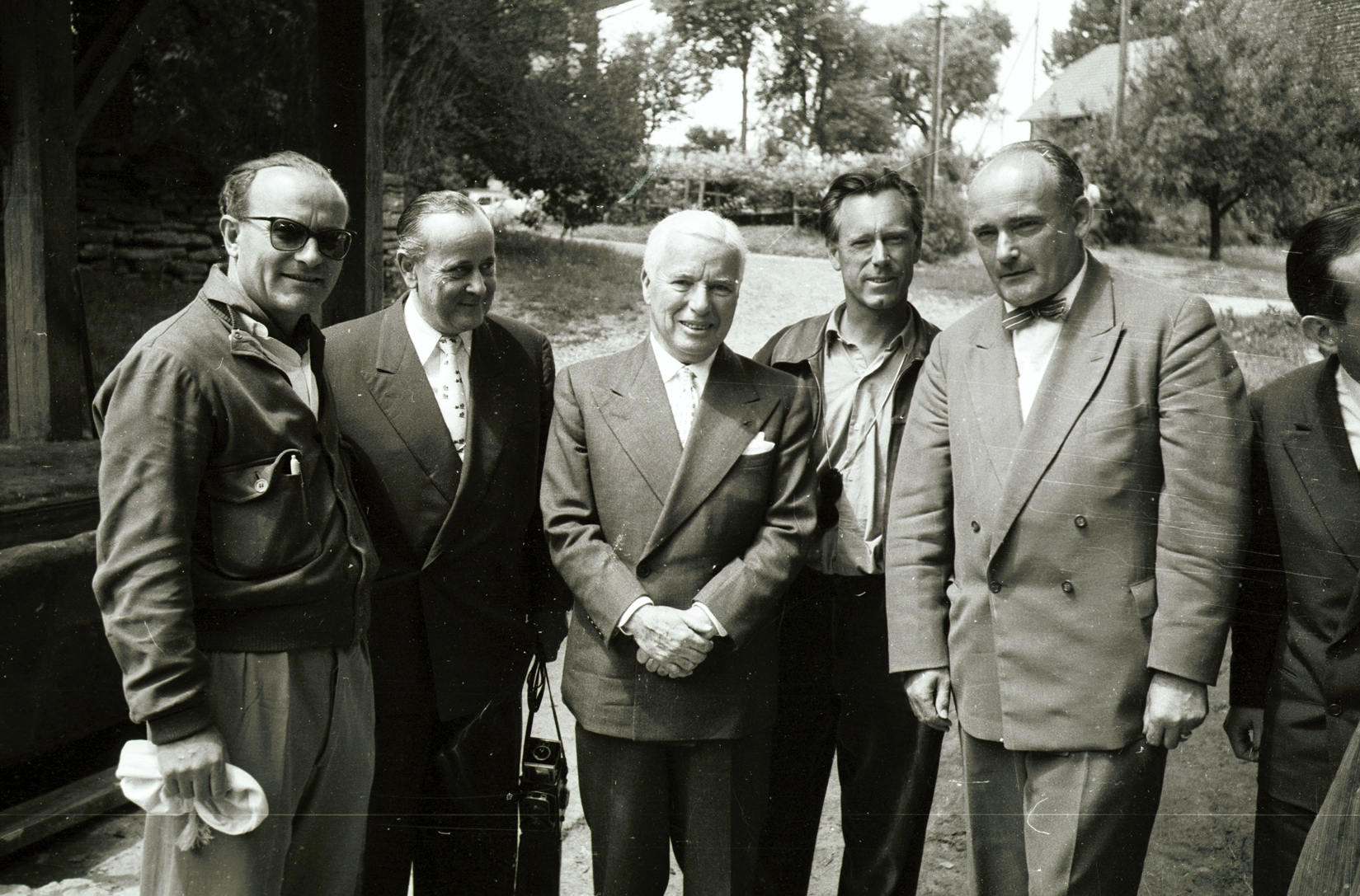
V. l. Franz Schnyder, Richard Schweizer, Charlie Chaplin, Emil Berna, Oscar Düby, Dreharbeiten zu Ueli der Pächter, Brechershäusern, Foto: Hans Gerber, Comet Photo, Bildarchiv der ETH-Bibliothek Zürich, 1955

- 1947: § 51 – Seelenarzt Dr. Laduner (Matto regiert)
- 1947: Die Gezeichneten
- 1948: Familie M
- 1949: Ein Seemann ist kein Schneemann
- 1950: Die Vier im Jeep
- 1952: Palast Hotel (Palace Hotel)
- 1953: Zwiespalt des Herzens (Die Venus vom Tivoli)
- 1954: Uli der Knecht
- 1955: … Und ewig ruft die Heimat (Uli der Pächter)
- 1956: Das Lied der Heimat (Zwischen uns die Berge)
- 1957: Taxichauffeur Bänz
- 1958: Chämifeger Wyss
- 1958: Eine Rheinfahrt, die ist lustig
- 1958: SOS – Gletscherpilot